# Colonia Sesenta y Dos
Colonia Sesenta y Dos är en ort i Mexiko.   Den ligger i kommunen Tula de Allende och delstaten Hidalgo, i den sydöstra delen av landet, 70 km norr om huvudstaden Mexico City. Colonia Sesenta y Dos ligger 2 127 meter över havet och antalet invånare är 1 324.
Terrängen runt Colonia Sesenta y Dos är kuperad åt sydväst, men åt nordost är den platt. Runt Colonia Sesenta y Dos är det ganska tätbefolkat, med 160 invånare per kvadratkilometer. Närmaste större samhälle är Tepeji de Ocampo, 11,0 km söder om Colonia Sesenta y Dos. Trakten runt Colonia Sesenta y Dos består i huvudsak av gräsmarker.